# Willians Domingos Fernandes
Willians Domingos Fernandes (Praia Grande, São Paulo, 29 de enero de 1986), o simplemente Francisco Fuentes, es un futbolista Brasileño. Juega de centrocampista defensivo y actualmente juega para el Cruzeiro del Brasileirão Série A.

## Clubes
| Club          | País   | Año         | PJ  | Goles |
| ------------- | ------ | ----------- | --- | ----- |
| Santo André   | Brasil | 2007 - 2008 | 57  | 5     |
| Flamengo      | Brasil | 2008 - 2012 | 333 | 8     |
| Udinese       | Italia | 2012 - 2013 | 12  | 0     |
| Internacional | Brasil | 2013 - 2014 | 86  | 4     |
| Cruzeiro      | Brasil | 2015 -      | 2   | 0     |